# Ana Maria Puiu
Ana Maria Puiu (ur. 2004) – rumuńska zapaśniczka walcząca w stylu wolnym. 
Zajęła piętnaste miejsce na mistrzostwach Europy w 2024. Trzecia na ME U-23 w 2023. Trzecia na ME juniorów w 2024 roku.